# Nangloi Jat
Nangloi Jat es una ciudad censal situada en el distrito de Delhi occidental,  en el territorio de la capital nacional,  Delhi (India). Su población es de 205596 habitantes (2011). 

## Demografía
Según el censo de 2011 la población de Nangloi Jat era de 205596 habitantes, de los cuales 110056 eran hombres y 95540 eran mujeres. Nangloi Jat tiene una tasa media de alfabetización del 82,69%, inferior a la media estatal del 86,21%: la alfabetización masculina es del 89,24%, y la alfabetización femenina del 75,15%.